# NGC 2121
NGC 2121 је расејано звездано јато у сазвежђу Трпеза које се налази на NGC листи објеката дубоког неба.
Деклинација објекта је - 71° 28' 52" а ректасцензија 5h 48m 12,4s. Привидна величина (магнитуда) објекта NGC 2121 износи 12,4 а фотографска магнитуда 13,2. NGC 2121 је још познат и под ознакама ESO 57-SC40.